# شامل قربان‌اف
شامل قربان‌اف (روسی: Шамиль Зукрулахович Курбанов؛ زادهٔ ۱۰ آوریل ۱۹۹۳) بازیکن فوتبال اهل روسیه است.
از باشگاه‌هایی که در آن بازی کرده‌است می‌توان به باشگاه فوتبال بالتیکا کالینینگراد، باشگاه فوتبال ساترن رامنسکویه، باشگاه فوتبال ولگا نیژنی نووگورود، و باشگاه فوتبال ترودا اورخوفو-زویفو اشاره کرد.
وی همچنین در تیم ملی فوتبال زیر ۱۸ سال جمهوری آذربایجان بازی کرده‌است.